# Fontanar
Fontanar ist eine zentralspanische Kleinstadt und eine Gemeinde mit 2.637 Einwohnern (Stand: 2024) in der Provinz Guadalajara in der Autonomen Gemeinschaft Kastilien-La Mancha. 

## Geografie
Fontanar befindet sich etwa 70 Kilometer nordöstlich von Madrid und etwa neun Kilometer nördlich von Guadalajara in einer Höhe von ca. 685 m am Río Henares. 

## Bevölkerungsentwicklung
| Bevölkerung | Bevölkerung | Bevölkerung | Bevölkerung | Bevölkerung | Bevölkerung |
| 1970        | 1981        | 1991        | 2001        | 2011        | 2021        |
| ----------- | ----------- | ----------- | ----------- | ----------- | ----------- |
| 695         | 637         | 762         | 962         | 2276        | 2523        |

## Sehenswürdigkeiten
- Marienkirche (Iglesia de Santa María la Mayor)
- Rathaus

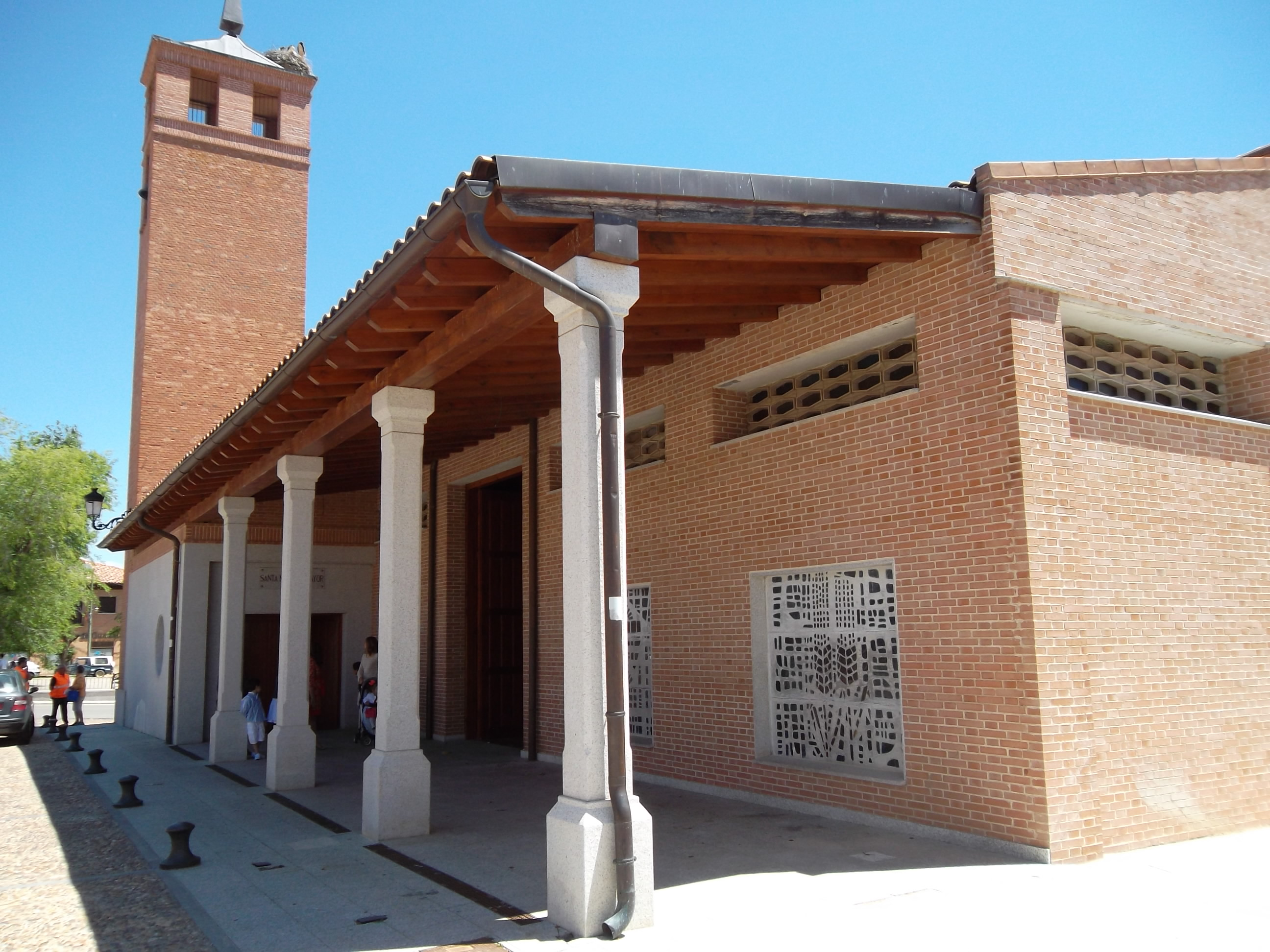
Marienkirche
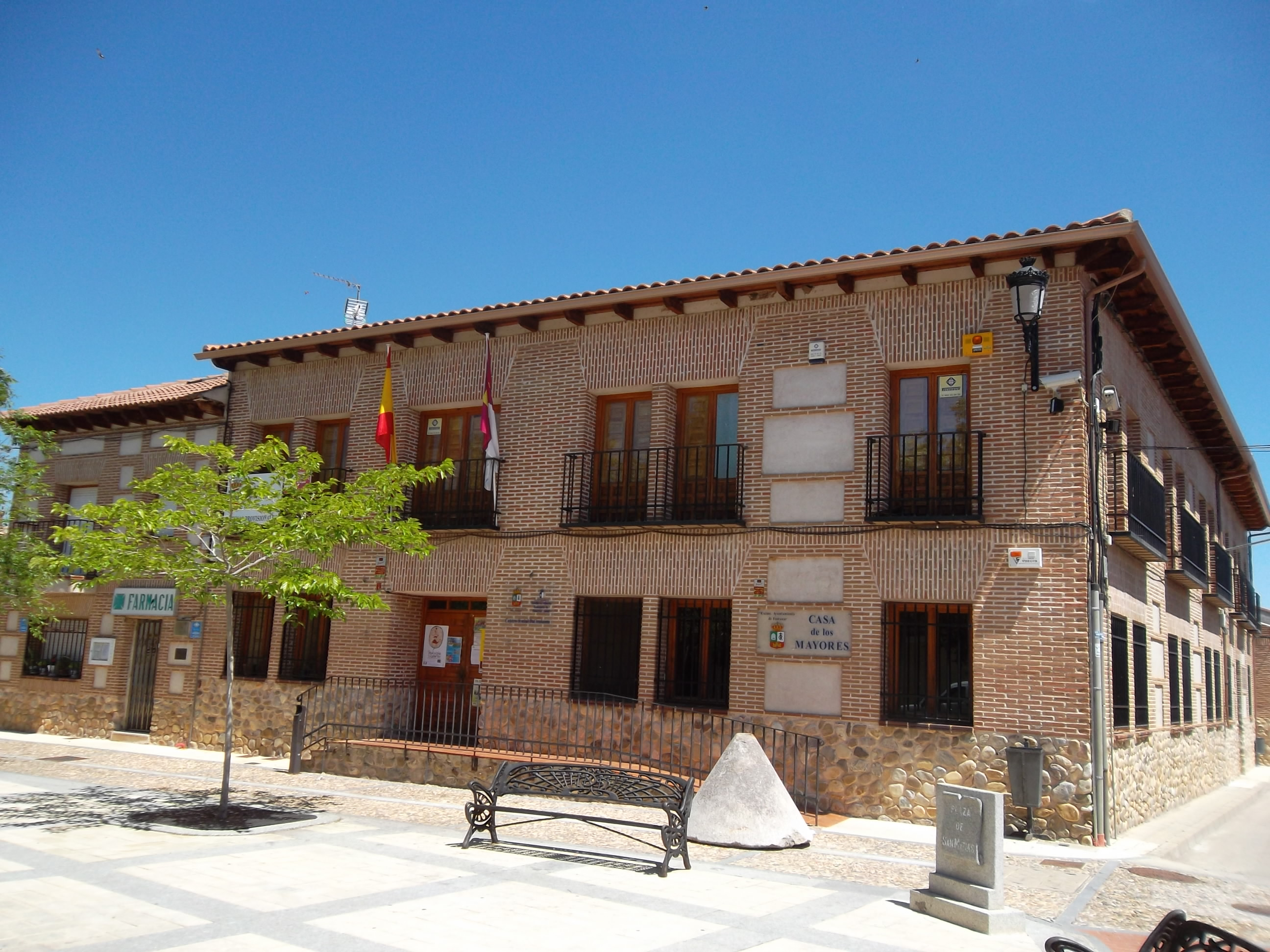
Rathaus